# Koeblai Khan

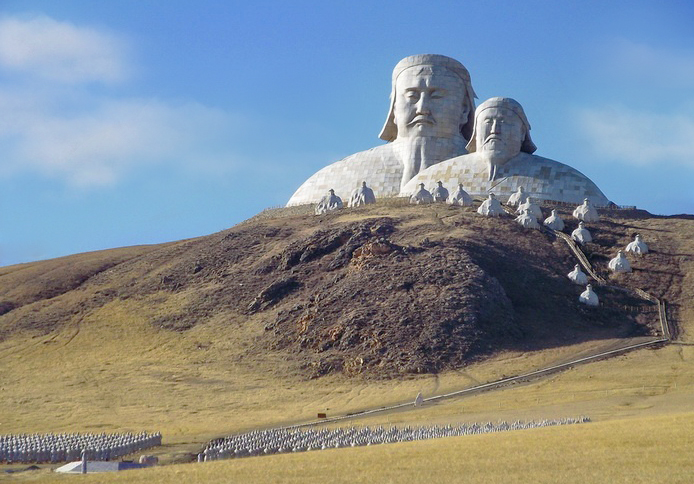
Dzjengis Khan en Koeblai Khan monument in Holingol, China

Koeblai Khan (Turks: Kubilay Han, Mongools: Хубилай хаан; Choebilaj chaan, Chinees: 孛儿只斤忽必烈) (1215-1294), voornaam ook gespeld als Koebilai of Khubilai, was een Mongoolse militaire leider, grootkan van het Mongoolse Rijk en stichter en de eerste keizer (1279-1294) van de Yuan-dynastie in China. Hij verenigde de verschillende keizerrijken in China onder zijn macht.
Koeblai werd geboren als de tweede zoon van Tolui en Sorghaghtani Beki en was dus een kleinkind van Dzjengis Khan. Koeblai had drie broers: Möngke, die zijn voorganger als khagan was, Hulagu, de eerste Il-khan en Ariq Boke, die Koeblais macht als khagan betwistte in een vier jaar durende burgeroorlog. Tijdens zijn regeerperiode werd Korea veroverd en werden mislukte pogingen gedaan om Japan en Zuidoost-Azië te veroveren.

## Voor het khaganschap
Koeblais jeugd werd gekenmerkt door zijn interesse in de Chinese cultuur, die hij bestudeerde. In 1251 werd zijn oudere broer Möngke tot khagan uitgeroepen en deze benoemde Koeblai tot gouverneur van de zuidelijke gebieden van het Mongoolse Rijk. Tijdens zijn regeerperiode als gouverneur hield Koeblai zich bezig met de verbetering van de handel en landbouw, zaken die niet direct met de traditionele Mongoolse cultuur te maken hadden.
In 1253 viel Koeblai het koninkrijk Nan Chao aan. Hierbij versloeg hij de koning en kon hij deze gebieden toevoegen aan zijn rijk. Dit liep echter niet zo soepel als gepland: Möngke vroeg hem zelfs terug te keren naar Karakorum om zich te verantwoorden voor het trage verloop van de strijd. Na de overwinning op Nan Chao werd Koeblai gevraagd deel te nemen aan de campagne tegen de Song. Hoewel Koeblai geen goede veldheer was, kon hij regelmatig veldslagen winnen; dankzij een goede generale staf en het aanduiden van goede officieren. In 1259 stierf Möngke echter onverwacht tijdens zijn veldtocht tegen de Song. Daarop riep de broer van Koeblai en Möngke, Ariq Boke, zich uit tot khagan. Koeblai spoedde zich na het tekenen van de vrede terug naar huis om een oorlog uit te vechten met Ariq Boke.
In 1260 begon een strijd die enige jaren duren zou en waarbij Koeblai slim gebruik zou maken van zijn generaal Bayan. Ook zorgde Koeblai voor een alliantie met het Khanaat van Chagatai, dat zijn eigen problemen had met Kaidu, een andere troonpretendent. Uiteindelijk werd Ariq Boke in 1264 bij Karakorum gevangengenomen en stierf deze in 1266 in gevangenschap. Koeblai bleef echter de rest van zijn leven in oorlog met Kaidu, die op verschillende momenten  en met wisselend succes hem en de Yuan-keizers leiderschap van het Mongools Rijk betwistte.

## Koeblai als heerser
Als liefhebber van de Chinese cultuur centreerde Koeblai de macht in Khanbalik, het huidige Peking. Dit ging ten koste van Karakorum, de vroegere hoofdstad van het rijk, die nu effectief niet meer als zodanig bestond. Koeblai zorgde ervoor dat Khanbalik goed beschermd was en dat de poortwachters via de lange straten ook de andere poorten makkelijk konden zien. Hij bouwde een verboden stad, waar hij en zijn gevolg, evenals de latere opvolgers in de Yuan-dynastie, hun traditionele leefwijze behielden en in tenten sliepen. Koeblai had echter ook paleizen voor het ceremoniële gedeelte; zo kon hij zowel de Mongolen als de Chinezen tevreden houden.
Gedurende de heerschappij van Koeblai Khan wordt aangenomen dat Marco Polo het Mongoolse Rijk bezocht. Deze zou enige tijd ingelijfd zijn in de regering (tijdens de periode van 1275 tot 1292) en zo het systeem van binnenuit hebben kunnen observeren. Polo dicteerde zijn boek De Beschrijving van de Wereld, meestal aangeduid als de Reizen, in 1298 aan een zekere Rusticello, terwijl hij in de gevangenis zat of huisarrest had.
Een van de dingen die Koeblais regeerperiode kenmerkt was het gebruik van papiergeld. Door slechte fiscale discipline mislukte dit echter schromelijk en werd het papiergeld uit de roulatie genomen. De macht van Koeblai over zijn onderhorige khans, zoals Hulagu en diens opvolgers in het Ilkhanaat, of de khans van de Gouden Horde en het vaak opstandige Khanaat van Chagatai was zo klein dat Koeblai eigenlijk alleen nog in naam de opvolger van Dzjengis Khan was. Zijn macht werd vooral ondermijnd door Kaidu. Ook richtte Koeblai zich veel meer op de steden dan de van oudsher nomadische Mongoolse heersers voor hem deden, wat hem vaak het verwijt opleverde meer Chinees dan Mongools te zijn.

## Dood en opvolging
Na Koeblais dood verloren de Yuan-keizers definitief hun macht over de onderhorige khans en viel het rijk voorgoed uiteen. Koeblais kleinzoon Chengzong echter volgde hem wel op als keizer van China waarna de Yuan-keizers erin slaagden hun dynastie een hele tijd in stand te houden totdat de rebel Zhu Yuanzhang de Yuan-dynastie verdreef en de Ming-dynastie vestigde.

## Koeblai Khan in de westerse literatuur
De naam van Koeblai Khan is bekend uit het gedicht Kubla Khan (1797/1816) van de Britse dichter Samuel Taylor Coleridge.
Koeblai Khan komt (samen met Marco Polo) voor als romanfiguur in Italo Calvino's De onzichtbare steden (Le città invisibili, 1972). De twee zijn ook de hoofdpersonen in Marco Polo, een televisieserie van Netflix (2014).